# オキセパン
オキセパン(oxepane)は、化学式C6H12Oの複素環式化合物である。
等のカチオン性開始剤により重合し、融点が56から58℃の結晶性固体を形成できる。